# Invisible (série télévisée)
Pour les articles homonymes, voir Invisible (homonymie).
Invisible (Unseen) est une série télévisée belge en huit épisodes de 52 minutes environ, créée par Marie Enthoven et réalisée par Geoffrey Enthoven, et diffusée entre le 22 novembre et le 13 décembre 2020 sur La Une, et en France depuis le 17 mai 2021 sur Série Club.
La série se situe entre fantastique, drame et thriller. La série aborde également le cyberharcèlement,.

## Synopsis
En Belgique, des personnes deviennent invisibles et disparaissent mystérieusement. Laurence Deconde, sensible aux ondes électro-magnétiques, va devoir découvrir qui a disparu et pour quelle raison la ville de Creux est au centre de ce phénomène. Alors qu'elle se remet à peine de l'opération ratée de son père qui est devenu aveugle, son ami Ayoub lui-même voit s'effacer des parties de son corps.

## Fiche technique
- Créateur : Marie Enthoven
- Réalisation : Geoffrey Enthoven
- Scénario : Marie Enthoven, Bruno Roche & Nicolas Peufaillit
- Producteur : Annabella Nezri
- Musique : Eloi Ragot
- Société de production : Kwassa Films[3] et Radio-télévision belge de la Communauté française
- Partenariats : Fonds Séries RTBF-FWB, Proximus, Screen Brussels, Wallimage, Film Fund Luxembourg, Casa Kafka – Tax Shelter, Taste It et Be Films.
- Genre : fantastique, drame et thriller
- Pays d'origine : Belgique
- Tournage : Rixensart, Jodoigne, Braine-le-Comte, Bruxelles
- Langue originale : français
- Durée : 52 minutes (environ)
- Chaine d'origine : La Une
- Dates de diffusion : 22 novembre 2020

## Distribution
- Myriem Akheddiou : Laurence Deconde
- Luc Van Grunderbeeck : Victor Deconde
- Fabio Zenoni : Nathan De Nayer
- Elisa Echevarria Menendez : Lily De Nayer
- Roda Fawaz : Ayoub Griyeb
- Jacqueline Bollen : Angèle Renard
- Bérénice Baoo : Valérie Griyeb
- Raphaël Lamaassab : Théo Griyeb
- Jérémy Gillet : Pierre Renard
- Gilles Vandeweerd : Xavier Willems
- Stéphanie Van Vyve : Sabine (la neurologue)
- Valérie Bodson : Mme Lambert
- Francesco Mormino : Daniel (l'inspecteur)
- Christelle Cornil : Brigitte Roelants
- Benjamin Boutboul : Yves Lemineur
- Stéphanie Goemaere : Marie (la réceptionniste)
- Geoffrey Carpiaux : Georges (l'agent de sécurité)
- Helena Coppejans : Juliette Bodson
- Samuel Malerbe : Arthur Zurstrassen
- Bernard Eylenbosch : John Stell
- Thorian-Jackson De Decker: Duma Verbist
- Frédéric Clou : Olivier l'EHS

## Production
Elisa Echevarria Menendez a révélé que ses scènes de nu étaient compliquées. « Le 1er jour de tournage, je me suis retrouvée nue, de la tête au pied, devant une équipe au complet. J’ai 18 ans et le regard des autres, même s'il n'est pas malsain, est difficile à vivre. J'ai pleuré, ils ont vu que j’étais mal à l’aise et ils ont tout fait pour me rassurer et pour me mettre dans de bonnes conditions », a-t-elle déclaré.

## Épisodes

### Épisode 1:La Cécité
- Première diffusion : 22 novembre 2020
- Audiences :
  -  Belgique : 315 984 téléspectateurs[5]
  - Auvio (online) : 12 236 téléspectateurs[6]
- Durée : 46 min[6]
- Synopsis: Victor, ophtalmologue réputé de Creux devient mystérieusement aveugle lors d'une banale opération de la cataracte qui tourne au cauchemar. C'est sa fille, Laurence, chirurgienne ophtalmologique qui pilotait cette opération. En plus de la culpabilité qui la ronge, Laurence doit faire face aux accusations de son entourage professionnel et personnel. Laurence sait que quelque chose clochait pendant l'opération, mais personne ne la croit.

### Épisode 2:Une amie imaginaire
- Première diffusion : 22 novembre 2020
- Audiences :
  -  Belgique : 281 293 téléspectateurs[5]
  - Auvio (online) : 8 116 téléspectateurs[6]
- Durée : 44 min[6]
- Synopsis :

### Épisode 3:Patient zéro
- Première diffusion : 29 novembre 2020
- Audiences :
  -  Belgique : 244 382 téléspectateurs[7]
  - Auvio (online) : 7 567 téléspectateurs[6]
- Durée : 49 min[6]
- Synopsis :

### Épisode 4:La Contagion
- Première diffusion : 29 novembre 2020
- Audiences : 4 551 téléspectateurs sur Auvio (online)[6]
- Durée : 47 min[6]
- Synopsis :

### Épisode 5:L'Épidémie
- Première diffusion : 6 décembre 2020
- Audiences
  -  Belgique : 222 620 téléspectateurs[7]
  - Auvio (online) : 2 805 téléspectateurs[6]
- Durée : 51 min[6]
- Synopsis :

### Épisode 6:À perte de vue
- Première diffusion : 6 décembre 2020
- Audiences : 2 470 téléspectateurs sur Auvio (online)[6]
- Durée : 52 min[6]
- Synopsis :

### Épisode 7:Œil pour œil
- Première diffusion : 13 décembre 2020
- Durée : 48 min[6]
- Synopsis :

### Épisode 8:Les Yeux fermés
- Première diffusion : 13 décembre 2020
- Durée : 48 min[6]
- Synopsis :